# 马大浦
马大浦（1904年11月6日—1992年6月18日），曾用名马述之，男，祖籍安徽太湖，生于福建浦城，中国林学家、林业教育家，曾任中国林学会副理事长。